# Marguerite Chopinet
Marguerite Chopinet (* 28. September 1920 in Charleville-Mézières; † 1. Januar 2022 in Boulogne-Billancourt) war eine französische Astronomin. Sie untersuchte planetarische Nebel mit der elektronischen Kamera von André Lallemand und war eine der Pionierinnen, die den Weg für Astronominnen geebnet haben.

## Leben und Werk
Sie begann ihre wissenschaftliche Arbeit mit dem Studium der Mathematik an der Fakultät für Naturwissenschaften in Paris. Dort war sie Schülerin von Jean Chazy, Professor für rationale Mechanik. Während des Zweiten Weltkriegs beteiligte sie sich an der Résistance, nahm aber gleich danach wieder ihre Forschungstätigkeit auf. 1947 kam sie als erste Astronomin an das Observatoire de Bordeaux in Bordeaux-Floriac und arbeitete dort zunächst unter dem Direktor Pierre Sémirot, der 1971 in den Ruhestand ging.

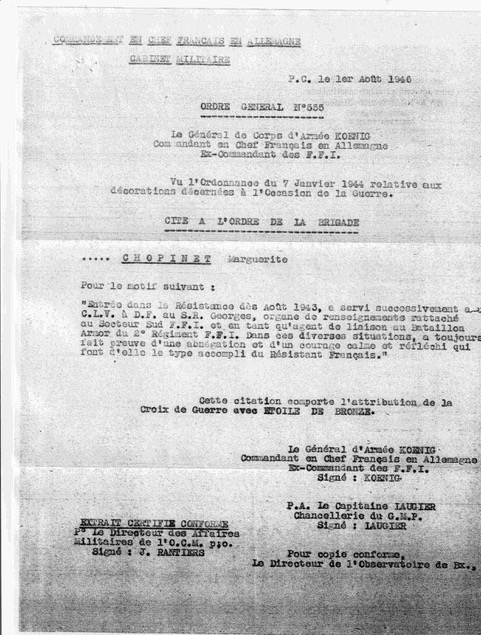
Chopinets Bestätigungsurkunde zu ihrer Arbeit in der Résistance von 1946

Sie wurde am 1. Januar 1949 als Assistentin am Observatorium von Bordeaux angestellt, wo sie zunächst die Bibliothek und das Archiv neu organisierte. Anschließend beteiligte sie sich an der Erstellung der Carte du Ciel und beobachtete dafür die Markierungssterne des fotografischen Katalogs zwischen dem 11. und 18. Breitengrad. Ab 1952 war sie auch am Observatorium der Haute Provence aktiv und 1958 begann sie ein Programm zur Beobachtung von planetarischen Nebeln mit der elektronischen Kamera von Lallemand. Diese wissenschaftliche Forschung floss in ihre Doktorarbeit in Physik, die sie unter dem Titel Contribution à l’étude des nébuleuses planétaires grâce à la caméra électronique 1963 abschloss und die in der französischsprachigen Publikationsreihe Journal des Observateurs veröffentlicht wurde.
Ab 1966 war sie mit ihrer Arbeit für Beobachtungen am Meridianteleskop und die fotografischen Betreuung verantwortlich. Ab 1953 stand sie zusammen mit ihrer Kollegin Marcelle Duflot im regen Austausch mit dem Observatoire de Haute-Provence im Département Alpes-de-Haute-Provence. Dort standen spektroskopische Untersuchungen verschiedener Sterntypen auf dem Programm. In den Jahren 1958 bis 1963 entwickelte sie das 1200-mm-Teleskop und machte entscheidende Fortschritte mit der Verwendung einer neuen elektronischen Kamera, mit der Untersuchungen der Spektren galaktischer und planetarischer Nebel sowie gewöhnlicher Sterne möglich wurden. Ab Mitte der 1960er Jahre war sie an der Einrichtung der Radioastronomie an der Sternwarte beteiligt. In dieser Zeit entwickelte sie zusammen mit Pierre Mianes einen Signalverstärker, der unmittelbar bessere Signale empfing und so den Divan-Chalonge-Barbier-Spektrophotometer verbessern half. Dafür stand sie auch mit Marie-Claire Lortet-Zuckermann im Kontakt, die bei ihren Untersuchungen zum Interstellaren Raum ebenfalls davon profitierte.
Sie schied 1985 aus dem aktiven Dienst aus. Sie gilt als Wegbereiterin in diesem männerdominierten Berufsfeld, was ihre Nichte Anne Chopinet, Tochter von Marguerites Bruder Bernard, als Ingenieurin fortsetzte.

## Auszeichnungen
- Croix de guerre: Widerstandskampf der Résistance[2]
- Der Asteroid (47018) Chopinet, den sie 1998 entdeckt hatte, wurde nach ihr benannt.[4]